# Ígor Sumnikov
Ígor Sumnikov (en rus: Игорь Сумников) (Minsk, 10 de desembre de 1964) va ser un ciclista soviètic d'origen belarús. Com amateur va guanyar dues medalles, una d'elles d'or, als Campionats del Món en contrarellotge per equips.

## Palmarès
- 1984
  -  Campió del món júnior en contrarellotge per equips (amb Nikolaï Razouvaev, Piotr Geukovski i Sergei Kapustin)
- 1985
  -  Campió del món en contrarellotge per equips (amb Vassili Jdanov, Víktor Klímov i Alexandre Zinoviev)
  - Vencedor d'una etapa a la Volta a la Baixa Saxònia
- 1986
  -  Campió de la Unió Soviètica en contrarellotge per equips
  - Vencedor d'una etapa a la Milk Race
  - Vencedor d'una etapa a la Volta a la Baixa Saxònia
- 1987
  -  Campió de la Unió Soviètica en contrarellotge per equips
  - 1r al Ruban Granitier Breton i vencedor de 2 etapes
  - Vencedor de 5 etapes a la Milk Race
  - Vencedor de 2 etapes al Tour de Valclusa
- 1988
  -  Campió de la Unió Soviètica en contrarellotge per equips
  -  Campió de la Unió Soviètica en contrarellotge per parelles (amb Vasyl Zhdanov)
  - Vencedor d'una etapa a la Volta a Cuba